# Lelong-Zahl
Lelong-Zahlen sind Invarianten für komplexe Mannigfaltigkeiten sowie Verallgemeinerungen mit Singularitäten. Sie sagt etwas über die lokale Dichte in einem Punkt. Lelong-Zahlen sind das analytische Analogon zur Multiplizität der Algebra und wurden 1957 von Pierre Lelong für Ströme eingeführt.
Besonders wichtig sind die Lelong-Zahlen für sogenannte plurisubharmonische Funktionen {\displaystyle \varphi }, indem man als Strom {\displaystyle \Theta ={\tfrac {i}{\pi }}\partial {\overline {\partial }}\varphi } setzt, also die Krümmung der zu {\displaystyle \varphi } gehörenden singulären Metrik {\displaystyle h=e^{-2\varphi }} betrachtet.

## Definition
Sei {\displaystyle \Theta } ein geschlossener, positiver Strom mit bidimension {\displaystyle (p,p)} auf einer Koordinatenumgebung {\displaystyle \Omega =\mathbb {C} ^{n}}. Wir definieren das Funktional
{\displaystyle \sigma _{\Theta }=\Theta \wedge {\tfrac {1}{p!}}({\tfrac {\pi }{i}}\partial {\overline {\partial }}|z|^{2})^{p}}
wobei {\displaystyle \wedge } das Minimum bezeichnet.
Dann definiert man die Lelong-Zahl von {\displaystyle \Theta } im Punkt {\displaystyle x\in \Omega } als den Wert
{\displaystyle \nu (\Theta ,x):=\lim _{r\to 0^{+}}\nu (\Theta ,x,r):=\lim _{r\to 0^{+}}{\frac {\sigma _{\Theta }(B(x,r))}{\pi ^{p}r^{2p}/p!}}}.
Mit {\displaystyle E_{c}(\Theta ):=\{x\in X\mid \nu (\Theta ,x)\geq c\}} bezeichnet man die Niveaumenge von {\displaystyle \Theta } zum Niveau {\displaystyle c\in [0,\infty ]}.

## Wichtige Sätze

### Satz von Lelong
1. Sei {\displaystyle \Theta } ein positiver Strom. Dann ist {\displaystyle r\mapsto \nu (\Theta ,x,r)} eine nichtnegative wachsende Funktion, insbesondere existiert der Grenzwert für {\displaystyle r\to 0^{+}}.
2. Ist {\displaystyle \Theta ={\frac {i}{\pi }}\partial {\overline {\partial }}\varphi } der zu einer plurisubharmonischen Funktion {\displaystyle \varphi } gehörende {\displaystyle (1,1)}-Strom, dann ist {\displaystyle \nu (\Theta ,x)=\sup\{\gamma \geq 0\mid \varphi (z)\leq \gamma \log \left\vert z-x\right\vert +O(1)\}}.
3. Ist {\displaystyle \varphi =\log |f|} für ein {\displaystyle f\in H^{0}(X,{\mathcal {O}}_{X})} und {\displaystyle \Theta ={\tfrac {i}{\pi }}\partial {\overline {\partial }}\varphi =[Z_{f}]}, dann gilt {\displaystyle \nu ([Z_{f}],x)=\operatorname {ord} _{x}(f)=\max\{m\in \mathbb {N} \mid D^{\alpha }f(x)=0,|\alpha |<m\}.}

Ist {\displaystyle h=e^{-2\varphi }} eine singuläre Metrik für eine plurisubharmonische Funktion {\displaystyle \varphi }, dann schreiben wir auch {\displaystyle \nu (h,x):=\nu (\varphi ,x):=\nu ({\tfrac {i}{\pi }}\partial {\overline {\partial }}\varphi ,x)}. Außerdem folgt aus dem obigen Satz, dass
{\displaystyle \liminf _{z\rightarrow x}{\frac {\phi (z)}{\log |z-x|}}.}

### Satz von Thie
Sei {\displaystyle A} eine analytische Untervarietät von {\displaystyle X}. Dann stimmt die Lelong-Zahl {\displaystyle \nu ([A],x)} des Integrationscurrent {\displaystyle [A]} mit der Multiplizität von {\displaystyle A} in {\displaystyle x} überein.

### Satz von Siu
Sei {\displaystyle \Theta } ein geschlossener, positiver Strom der Bidimension {\displaystyle (p,p)} auf einer komplexen Mannigfaltigkeit {\displaystyle X}. Dann gilt:
1. Die Lelong-Zahl {\displaystyle \nu (\Theta ,x)} ist invariant unter holomorphem Koordinatenwechsel.
2. Die Menge {\displaystyle E_{c}(\Theta )} ist eine abgeschlossene analytische Teilmenge von {\displaystyle X}, deren Dimension kleiner als oder gleich {\displaystyle p} ist.